# Georges de Bourguignon
Georges Camille Marcel de Bourguignon  (* 15. února 1910 Woluwe-Saint-Lambert – 31. prosince 1989, Kraainem, Belgie) byl belgický sportovní šermíř, který kombinoval šerm fleretem a šavlí. Belgii reprezentoval ve třicátých, čtyřicátých a padesátých letech. Na olympijských hrách startoval v roce 1932, 1936, 1948 a 1952 v soutěži jednotlivců a družstev v šermu fleretem a šavlí. V soutěži jednotlivců se nejlépe umístil na osmém místě na olympijských hrách 1936 v šermu fleretem. V roce 1947 obsadil druhé místo na mistrovství světa v soutěži jednotlivců v šermu šavlí. S belgickým družstvem fleretistů vybojoval na olympijských hrách 1948 bronzovou olympijskou medaili a s družstvem šavlistů skončil na druhém místě na mistrovství světa v roce 1947.